# Judith Lyon-Caen
Pour les autres membres de la famille, voir Famille Lyon-Caen.
Pour les articles homonymes, voir Lyon (homonymie) et Caen (homonymie).
Judith Lyon-Caen, née le 7 juillet 1972, est une enseignante-chercheuse et historienne française.
Directrice d'études de l'École des hautes études en sciences sociales depuis 2018, elle est spécialiste de l'histoire de la littérature et de ses usages au XIXe siècle ainsi que de l'historiographie de la Shoah.

## Biographie
Judith Lyon-Caen a été élève de l'École normale supérieure (promotion B/L 1992). Elle est reçue troisième à l'agrégation d'histoire en 1995.
En 2002, elle obtient un doctorat en histoire à l'Université Panthéon-Sorbonne avec une thèse intitulée Lectures et usages du roman en France, de 1830 à l'avènement du Second Empire et rédigée sous la direction d'Alain Corbin.
De 2007 à 2018, elle est maîtresse de conférences à l'École des hautes études en sciences sociales.
Elle est directrice adjointe du Centre de recherches historiques (CRH) de l'École des hautes études en sciences sociales (EHESS) de 2009 à 2013, avec Christophe Duhamelle puis Isabelle Backouche.
En avril 2018, Judith Lyon-Caen est élue directrice d'études de l'École des hautes études en sciences sociales, sur une chaire intitulée « Histoire et littérature 1800-1950 ». Elle obtient l'année suivante une habilitation à diriger des recherches (HDR) à l'Université Panthéon-Sorbonne, avec pour sujet « Faire de l'histoire avec la littérature ».

## Travaux
Ses travaux portent en particulier sur les usages sociaux et politiques de la littérature en France au XIXe siècle, sur l'utilisation en histoire et en sciences sociales de la littérature ou encore sur la description des mondes sociaux au travers de ce même art. Judith Lyon-Caen travaille également sur la place des témoignages et de la littérature dans l'historiographie de la Shoah.

## Prix
En novembre 2019, Judith Lyon-Caen reçoit Le Grand prix de la Critique littéraire pour son ouvrage La griffe du temps. Ce que l’histoire peut dire de la littérature.

## Publications

### Ouvrages
- Judith Lyon-Caen, Lexique d'histoire sociale, Paris, Armand Colin, coll. « Synthèses Histoire », 2000, 95 p. (ISBN 978-2200250324).
- Judith Lyon-Caen, La lecture et la vie : les usages du roman au temps de Balzac, Paris, Tallandier, 2006, 383 p. (ISBN 978-2847343090).
- Judith Lyon-Caen et Dinah Ribard, L'historien et la littérature, Paris, La Découverte, coll. « Repères », 2010, 128 p. (ISBN 978-2707159014).
- Judith Lyon-Caen, La griffe du temps : ce que l’histoire peut dire de la littérature, Paris, Gallimard, coll. « Essais », 2019, 304 p. (ISBN 978-2072826696).Grand prix de la Critique littéraire (2019).

### Éditions
- Jules Barbey d'Aurevilly, Le plus bel amour de Don Juan suivi de Le rideau cramoisi, Paris, Le Livre de poche, coll. « Libretti », 2001, 128 p. (ISBN 978-2253193067).
- Eugène Sue, Les mystères de Paris, Paris, Gallimard, coll. « Quarto », 2009, 1316 p. (ISBN 978-2070123537).
- Alexandre Dumas, Joseph Balsamo. Le Collier de la Reine, Paris, Gallimard, coll. « Quarto », 2012, 1600 p. (ISBN 978-2070136728).
- Jules Barbey d'Aurevilly, Romans, Paris, Gallimard, coll. « Quarto », 2013, 1216 p. (ISBN 978-2070138951).
- Janina Hescheles Altman, Judith Lyon-Caen (éd.) et Livia Parnes (éd.) (trad. du polonais par Agnieszka Żuk), À travers les yeux d'une fille de douze ans, Paris, Classiques Garnier, coll. « Littérature, histoire, politique » (no 26), 2016, 136 p. (ISBN 978-2406060949).
- Michel Borwicz (préf. René Cassin), Écrits des condamnés à mort sous l'occupation nazie. 1939-1945 : Édition de Judith Lyon-Caen, Paris, Gallimard, coll. « TEL » (no 450), 2023 (ISBN 9782073000309)